# Michelangelo Paternò del Toscano
Michelangelo Paternò del Toscano (Catania, 29 agosto 1888 – Catania, 15 settembre 1965) è stato un politico italiano.

## Biografia
Il marchese Michelangelo Paternò del Toscano Campochiaro, era figlio di Guglielmo Paternò del Toscano e Giulia Torresi.
Durante la prima guerra mondiale fu capitano del corpo genio del Servizio Aeronautico. Fu insignito nel 1916 della medaglia di bronzo al valor militare. Passato a bordo dei dirigibili, ottenne nel 1918 una croce di guerra al valor militare..
Nel 1921 sposò Giorgina Cusmano Torresi
Durante il fascismo fu podestà di Catania dal  1937 al  1939.
Riconosciuto con D.M. del 13 settembre 1933 del titolo di Marchese del Toscano e, con Regio Diploma del 29 dicembre 1942, di Marchese di Campochiaro del Poggio. 

## Onorificenze
- Gran Ufficiale dell’Ordine della Corona d’Italia
- Cavaliere dell’Ordine dei Santi Maurizio e Lazzaro
- Medaglia di bronzo al Valore Militare
- Croce di guerra al valor militare